# Ibrahim Hasnaj
Ibrahim Mahmut Hasnaj (ur. w lutym 1911 w Tiranie, zm. 1995) – albański poeta, tłumacz i publicysta. Tworzył pod pseudonimami Hima, Bardhyl Nizami, Cen Qytyku.

## Życiorys
Przed II wojną światową pełnił funkcję sekretarza społeczności bektaszyckiej w Albanii oraz redaktora naczelnego bektaszyckiego czasopisma Djersa, które ukazywało się do 1947 roku. W tymże roku został skazany na 10 lat pozbawienia wolności, a po odbyciu wyroku był internowany przez 5 lat oraz kontrolowany przez funkcjonariuszy Sigurimi.
Przez lata gromadził rękopisy poezji żyjącego na przełomie XVIII i XIX wieku Zenela Bastariego, które przekazał w 1959 roku Uniwersytetowi Tirańskiemu; gromadził również twórczość pochodzącego z Elbasanu kompozytora Jusufa Myzyriego.
Po oficjalnej reaktywacji społeczności bektaszyckiej w Albanii, która miała miejsce dnia 27 stycznia 1991 roku, został wybrany przewodniczącym jej tymczasowego komitetu.

## Poezje[1][2][3][a]
- Unë dhe ndiesitë e mia (1939)
- Lot skamnorësh (1940)
- Rreze të zjarrta (1980)